# Ruine Hornburg
Als Ruine Hornburg werden die denkmalgeschützten Reste der mittelalterlichen Zwillingsburg Hoch- und Niederhornburg (Listeneintrag) bezeichnet, die sich auf dem Gipfel des Hornberges am Westabhang der Saualpe zwischen Eberstein und Klein St. Paul in Kärnten befinden.

## Geschichte
Der Name der Hornburg, urkundlich im Jahre 1140 erstmals erwähnt, bezieht sich auf die Lage auf einem „Horn“, womit der etwa in 900 m Seehöhe gelegene felsige Gipfel des Hornberges gemeint ist. Die Burg befand sich ursprünglich im Besitz der Grafen von Görz, bis im Jahr 1304 Heinrich Graf von Görz die Burg an den Hauptmann von Wolfsberg, Hermann Siebenbürger, veräußert. 1315 wurde der Besitz von Nikolaus und Andreas von Hornburg wieder an die Görzer zurück verkauft. 1414 erfolgte ein wesentlicher Ausbau und eine Befestigung der Anlage. 1430 scheint mit Konrad wieder ein Horburger als Burgherr auf, bald darauf war sie aber wieder in den Händen der Grafen von Görz, die 1461 ihren Besitz durch den Frieden von Pusarnitz an Kaiser Friedrich III. übergeben mussten. Im 15. und 16. Jahrhundert war Hornburg kaiserliches Lehen, bis Burg und Herrschaft 1581 an Sigmund Welzer von Eberstein verkauft wurden. Dazu gehörten zu diesem Zeitpunkt auch ein Hammerwerk in Klein St. Paul sowie die Blähhütten in Eberstein. 1630 übernahm Georg David Christalnigg den Besitz. Die Burganlagen befanden sich bereits zu Ende des 17. Jahrhunderts in Verfall.
Das Anwesen blieb bis 1939 Eigentum der Familie Christalnigg, in diesem Jahr wurde es an die Familie Riedl verkauft.

## Baubeschreibung
Die Höhenburgen gehören zum Burgentypus der Gipfelburgen. Zentrales Bauwerk der oberen Hornburg ist ein mächtiger, noch zwei Stockwerke hoher Fried, ein in der ersten Hälfte des 12. Jahrhunderts errichtetes Festes Haus mit Einstiegstor im Obergeschoß. Dieser Turm war von einer 1414 errichteten Mauer mit Rundturm umgeben. In dieser sind noch Schießscharten und Ansätze des Wehrganges zu erkennen.
Vor der Burg befindet sich der Rest einer kleinen Kapelle, die 1285 als Ecclesia in Hornberg urkundlich erwähnt wurde. Von 1581 an wirkte hier ein von den Welzern ernannter lutherischer Prädikant. Allerdings wurde dieser Sakralbau schon 1616 als ruinös bezeichnet.
Auf einem Hügel abseits der oberen Hornburg steht der halbrunde Turm von Niederhornburg (). Von der unteren Hornburg finden sich ansonsten nur geringe Mauerreste eines im 12. Jh. errichteten festen Hauses im Osten des ehemaligen Berings sowie eines Wohnhauses aus dem 13. oder 14. Jh.

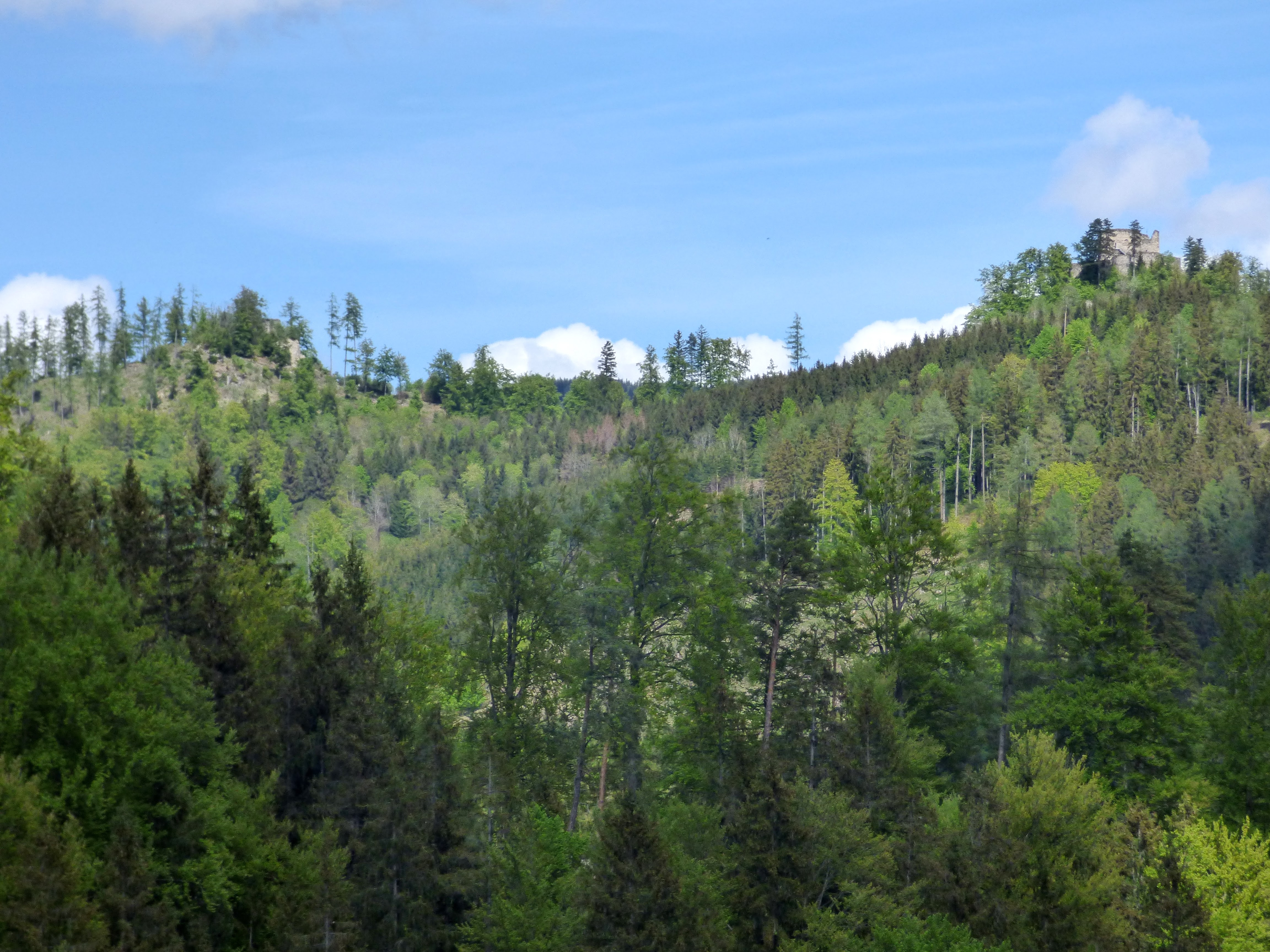
Auf den Hügelkuppen links Niederhornburg, rechts Hochhornburg
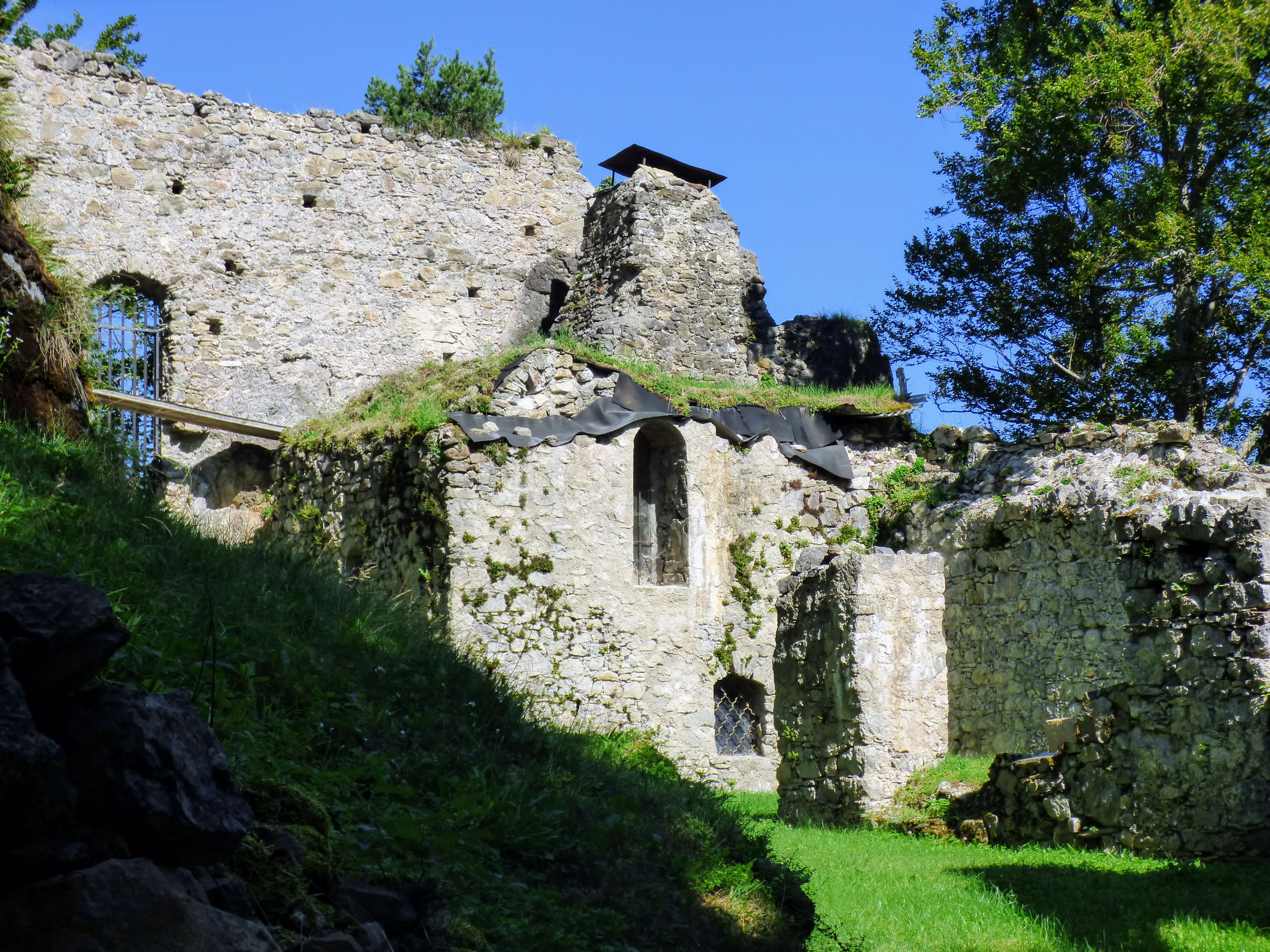
Hochhornburg
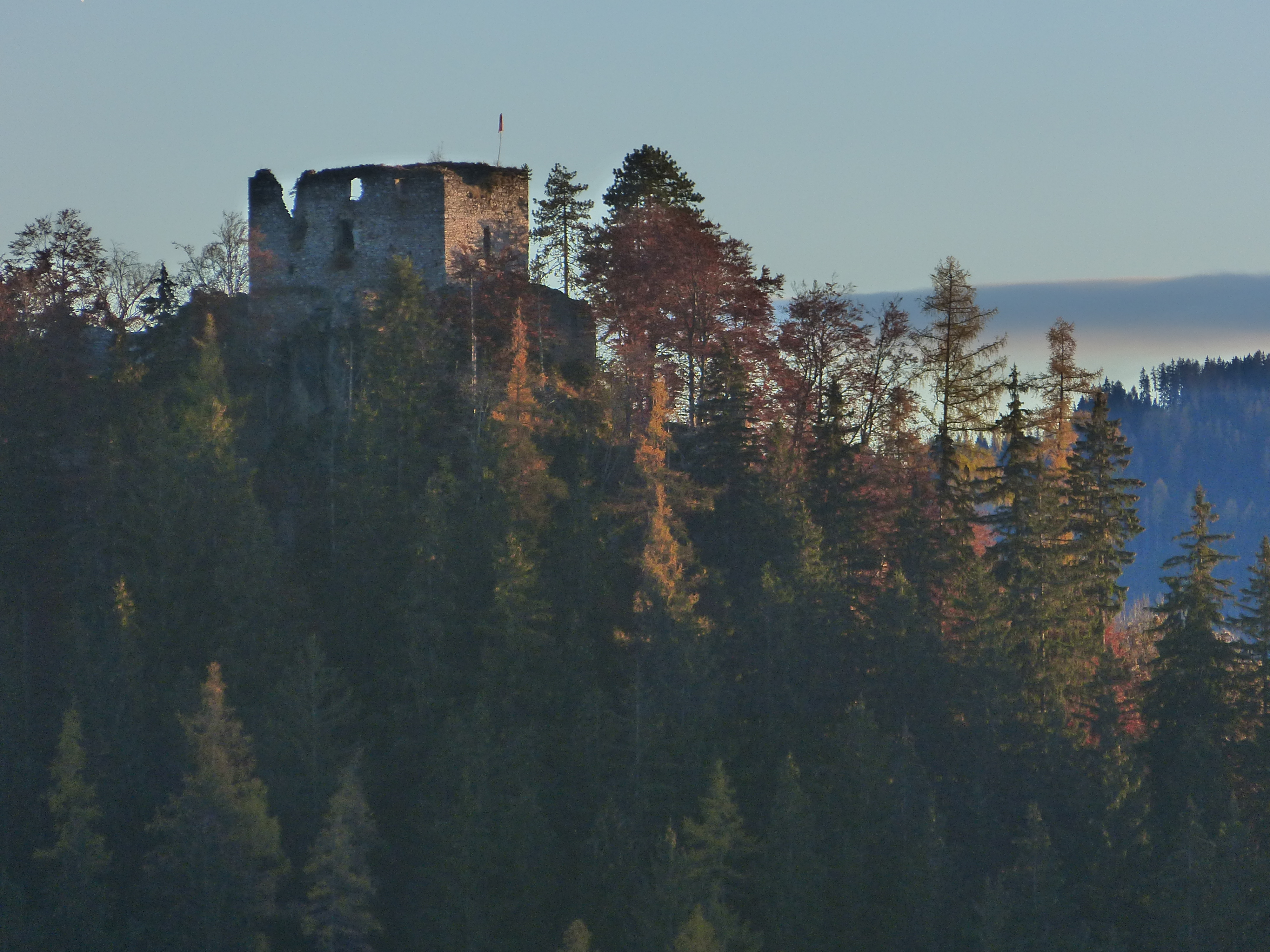
Hochhornburg
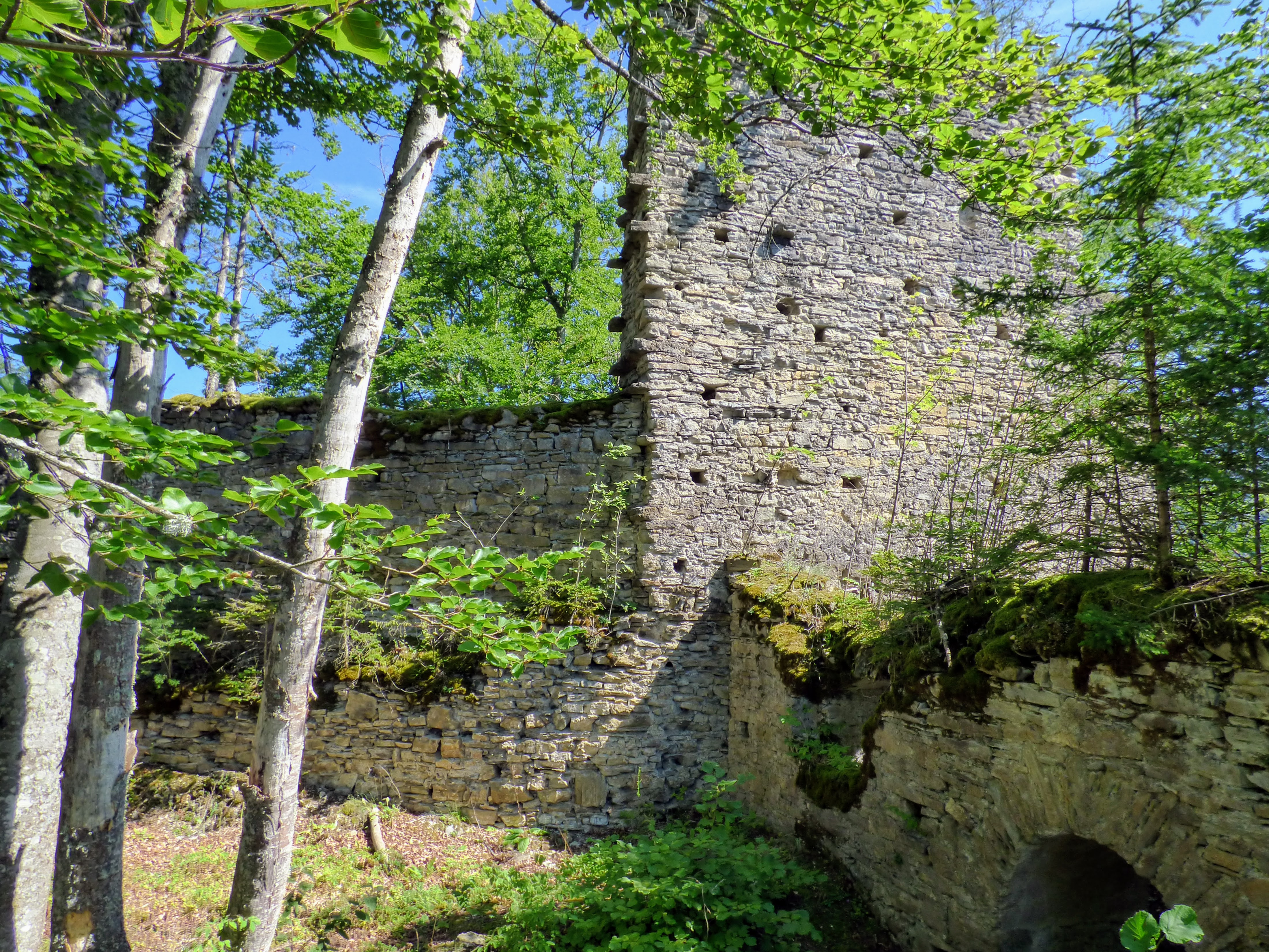
Niederhornburg
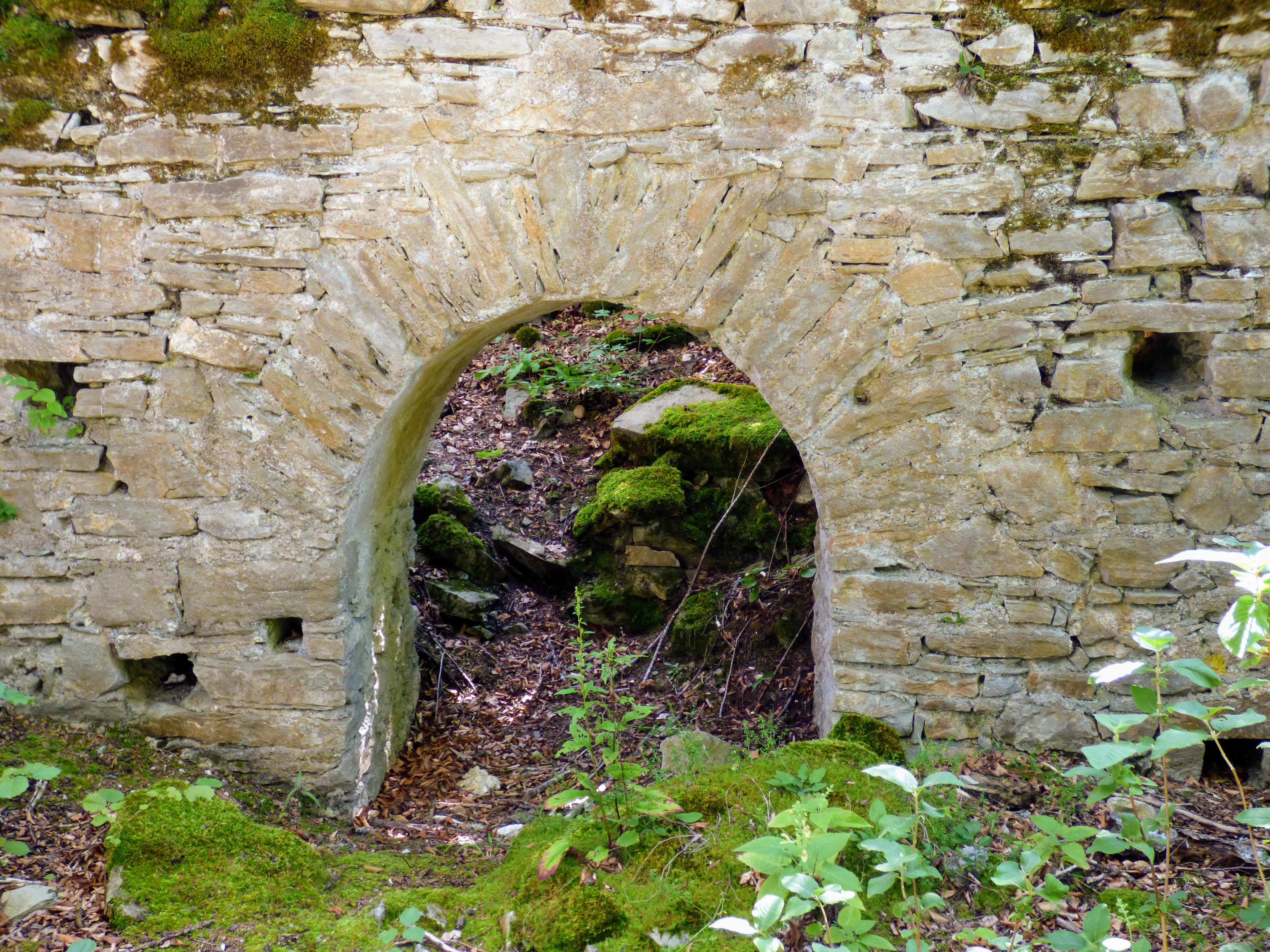
Niederhornburg